# Fuscozetes intermedius
Fuscozetes intermedius är en kvalsterart som beskrevs av Caroli och Maffia 1934. Fuscozetes intermedius ingår i släktet Fuscozetes och familjen Ceratozetidae. Inga underarter finns listade i Catalogue of Life.